# Taribo West
Taribo West, född 26 mars 1974 i Ajegunle, är en före detta nigeriansk fotbollsspelare.
Han har bland annat spelat för Inter, AC Milan och Partizan Belgrad.
Han har spelat i fotbolls-VM 1998 och fotbolls-VM 2002 med det nigerianska landslaget.
Han fanns även med i det lag som vann de olympiska sommarspelen 1996 i Atlanta.
Taribo West kallas ofta för "pastorn" på grund av sin starka kristna tro. Han har också startat kyrkor och en numera nerlagd fotbollsförening i Nigeria, som hette Taribo West football academy.